# Phalacropterix graslinella
Phalacropterix graslinella là một loài bướm đêm thuộc họ Psychidae. Nó được tìm thấy ở Pháp to miền nam Nga và from miền bắc Ý to Fennoscandia và vùng Baltic.

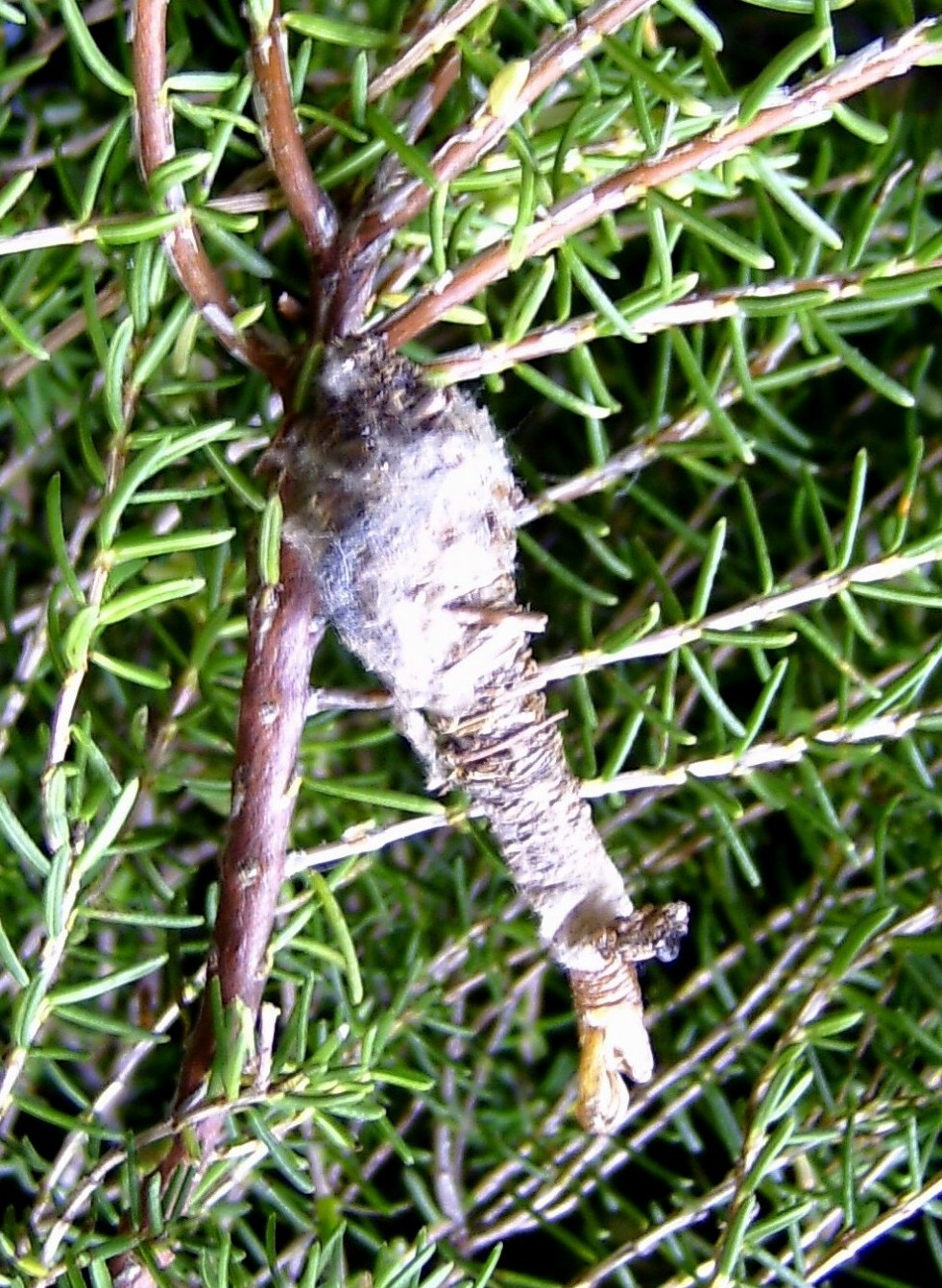
Phalacropterix graslinella case

Sải cánh dài 17–21 mm đối với con đực. Females are wingless.
Ấu trùng ăn Erica, bao gồm Empetrum nigrum, Calluna và possibly Vaccinium.